# Jaime Busto
Jaime Busto Fernández de Larrinoa (Gorliz, 4 december 1997) - kortweg Jaime Busto - is een Baskisch trialrijder. Hij reed sinds 2015 professioneel voor het team van HRC-Honda, en sinds december 2017 samen met Jeroni Fajardo in het fabrieksteam van Gas Gas.

## Carrière
Busto won zo'n beetje elke Spaanse titel in de juniorenklasse, en werd wereldkampioen bij de junioren in 2012 in de 125 cc klasse. Aan die competitie had hij een jaar eerder voor het eerst - op dertienjarige leeftijd - meegedaan. In 2014 won hij de FIM World Cup voor junioren met zeven zeges in dertien wedstrijden.
Hij werd voor het seizoen 2015 gecontracteerd door Honda om - naast wereldkampioen Toni Bou en Takahisa Fujinami - te rijden voor het FIM Wereldkampioenschap trial voor senioren. Hij eindigde dat seizoen op een zeer verdienstelijke zesde plaats met 182 punten en behaalde in elke ronde punten voor het WK. Ook in 2016 werd hij zesde en in 2017 slaagde hij er in voldoende punten bij elkaar te rijden voor een derde plaats in het eindklassement. Hij behaalde zes podiumplaatsen (2 tweede en 4 derde plaatsen) en moest - op het volledig Spaanse podium - alleen zijn ploeggenoot de regerend wereldkampioen Toni Bou en TRS-rijder Adam Raga voor zich dulden. 

## Palmares
- 2008 - Spaans jeugdkampioen 80 cc
- 2009 - Spaans jeugdkampioen 125 cc
- 2010 - Spaans juniorenkampioen 80 cc
- 2012 - Europees kampioen (Youth Cup 125) en Spaans kampioen junioren
- 2013 - Spaans kampioen TR2
- 2014 - FIM Wereldkampioen junioren, 8e in het Spaans kampioenschap TR1
- 2015 - 6e FIM Wereldkampioenschap (World Pro)
- 2016 - 6e FIM Wereldkampioenschap (TrialGP)
- 2017 - 3e FIM Wereldkampioenschap (TrialGP)